# Ernst Frick (labdarúgó)
Ernst Frick (? – ?) svájci labdarúgó, fedezet.

## Pályafutása
Az FC Luzern labdarúgója volt. Részt vett az 1934-es olaszországi világbajnokságon, de nem lépett pályára a tornán. 1934. november 4-én egy alkalommal szerepelt a svájci válogatottban Hollandia ellen. A mérkőzés 4–2-es holland győzelemmel zárult.